# Punta Escarpada (Puerto Fitz Roy)
La punta Escarpada (51°46′S 58°03′O / -51.767, -58.050) se encuentra en el este de la isla Soledad del archipiélago de las Malvinas. Administrativamente pertenece al departamento Islas del Atlántico Sur de la provincia de Tierra del Fuego, Antártida e Islas del Atlántico Sur.
Esta accidente geográfico forma la punta norte de la entrada al puerto Fitz Roy, ubicándose al sudeste de la hoya Norte, al este de la punta Blanca y al norte de la isla del Este.